# Esma (Vorname)
Esma ist ein weiblicher Vorname arabischer Herkunft. Er kommt insbesondere in der Türkei und in den Balkanländern vor. Übersetzt in verschiedene Sprachen hat er eine unterschiedliche Bedeutung. Während er im Bosnischen und Arabischen eher mit Verständnis und Gehör in Verbindung steht, kann er im slawischen Sprachgebrauch sowohl für „Name“ als auch für „Die Schönste der Welt“ stehen. Esma ist zudem eine Kurzform des Namens Esmeralda.

## Namensträgerinnen

### Osmanische Zeit
- Esma Sultan (1778–1848), Mitglied der Osmanischen Dynastie

### Vorname
- Esma Abdelhamid (* 1960), tunesische Autorin
- Esma Agolli (1928–2010), albanische Schauspielerin
- Esma Annemon Dil (* 1974), deutsche Journalistin und Schriftstellerin
- Esma Redžepova (1943–2016), mazedonische Roma-Sängerin

## Weiteres
- Esmas Geheimnis – Grbavica, Filmdrama aus dem Jahr 2006